# Robert V. Bruce
Pour les articles homonymes, voir Bruce.
Cet article possède un paronyme, voir Robert Bruce.
Robert Vance Bruce, né le 19 décembre 1923 et mort le 15 janvier 2008,, est un historien américain spécialiste de la guerre de Sécession, lauréat du prix Pulitzer d'histoire, en 1988, pour son ouvrage The Launching of Modern American Science, 1846–1876 (en). Après avoir servi dans l'armée pendant la Seconde Guerre mondiale, Bruce étudie à l'université du New Hampshire, où il obtient un Bachelor of Science en génie mécanique. Il étudie ensuite à l'université de Boston, où il obtient un Master of Arts d'histoire et son Ph.D.,,.